# Pump It
Pump It è un singolo del gruppo musicale statunitense The Black Eyed Peas, pubblicato il 14 febbraio 2006 come quarto estratto dal quarto album in studio Monkey Business.

## Descrizione
Il brano è costruito su un campionamento della versione di Dick Dale e di Del-Tones di Misirlou (universalmente conosciuta come il tema di Pulp Fiction di Quentin Tarantino), brano folkloristico di origine greca. Sebbene l'autore originale sia sconosciuto, Nicholas Roubanis (autore della versione più famosa in chiave jazz), è accreditato fra gli autori di Pump It.
Nel 2022 il DJ olandese Tiësto ha pubblicato una nuova versione intitolata Pump It Louder insieme al gruppo stesso.

## Video musicale
Il video, diretto da Francis Lawrence, è stato trasmesso in anteprima il 2 febbraio 2006 su MTV.
Esso inizia con la corsa frenetica di un'automobile ben equipaggiata in un grande garage, mentre l'autista e il suo amico oscillano il capo urlando. Una volta che la macchina attraversa il posteggio privato, si ferma davanti ad un'altra già immobile, ed escono i Black Eyed Peas. Essi torneggiano sulla canzone palleggiando con l'altro autista, finendo per vincere. Due settimane dopo, sempre nel garage, il gruppo torna con alcuni amici e vengono sfidati ad una prova di palleggiamento. Dopo che un cantante del gruppo fa nuovamente la sua performance iniziando a correre sui corpi in piedi dei compagni, Fergie fa una movenza sinuosa col bacino e s'impettisce col busto proteso più volte.
Il video ha ottenuto la certificazione Vevo.

## Tracce
Testi e musiche di William Adams, Allan Pineda, Thomas van Musser, Stacy Ferguson e Nicolas Roubanis.
CD (Europa)
1. Pump It (Album Version) – 3:35
2. Pump It (Instrumental) – 3:35

CD maxi (Australia, Europa)
1. Pump It – 3:36
2. Pump It (Travis Barker Remix) – 3:37
3. Dum Diddly (Noizetrip Remix) – 4:05
4. Pump It (Video) – assente nell'edizione australiana

12" (Regno Unito)
- Lato A

1. Pump It – 3:35

- Lato B

1. Pump It (Instrumental) – 3:35
2. Dum Diddly (Noizetrip Remix) – 4:05

12" (Stati Uniti)
- Lato A

1. Pump It (LP)
2. Pump It (A Cappella)

- Lato B

1. Pump It (Travis Barker Remix)
2. Pump It (Instrumental)

Download digitale
1. Pump It – 3:33
2. Pump It (Travis Barker Remix Version) – 3:36

## Formazione
Hanno partecipato alle registrazioni, secondo le note di copertina di Monkey Business:
Gruppo
- will.i.am – voce, drum machine, basso, moog
- Fergie – voce
- Taboo – voce
- apl.de.ap – voce

Altri musicisti
- George Pajon, Jr. – chitarra

Produzione
- will.i.am – produzione, ingegneria del suono
- Jason "Ill-Aroma" Villaroman – ingegneria del suono
- Tal Herzberg – ingegneria del suono
- Mark "Spike" Stent – missaggio
- Brian Gardner – mastering